# Bauhinia concreta
Bauhinia concreta är en ärtväxtart som beskrevs av William Grant Craib. Bauhinia concreta ingår i släktet Bauhinia och familjen ärtväxter. Inga underarter finns listade i Catalogue of Life.